# Pacto Global para o Meio Ambiente
O projeto do Pacto Global para o Meio Ambiente tem sua origem em uma iniciativa lançada em 2017 por uma rede de mais de 100 especialistas  (entre eles professores, juízes, advogados) de todos os continentes, conhecida como Grupo Internacional de Especialistas para o Pacto (GIEP), presidido por Laurent Fabius.
Em 10 de maio de 2018, a Assembleia Geral das Nações Unidas aprovou, por 142 votos a favor, 5 votos contra (Estados Unidos, Rússia, Síria, Turquia e Filipinas) e 7 abstenções (Arábia Saudita, Belarus, Irã, Malásia, Nicarágua, Nigéria e Tadjiquistão), uma resolução que abre caminho para a negociação de um Pacto Global para o Meio Ambiente (Resolução A/72/L. 51 de 10 de maio de 2018 “Por um Pacto Global para o Meio Ambiente”. 
O processo de negociação segue em curso. Em 08 de maio de 2020, o Programa das Nações Unidas para o Meio Ambiente nomeou dois cofacilitadores para levar adiante consultas informais com o fim de preparar um primeiro projeto de “Declaração Política” que se adotará na quinta sessão da Assembleia das Nações Unidas para o Meio Ambiente em 2022, para comemorar o 50º aniversário da criação do Programa das Nações Unidas para o Meio Ambiente (UNEP@50). 

## Objetivos
O Pacto Global pelo Meio Ambiente busca reconhecer os direitos e deveres dos cidadãos e governos em relação ao Planeta. Sua abordagem é consagrar os princípios fundamentais do direito ambiental em um instrumento juridicamente vinculativo, remediando assim as deficiências do direito ambiental internacional. Embora esses princípios já estejam contidos em declarações políticas como a Declaração de Estocolmo de 1972 e a Declaração do Rio de 1992, eles atualmente carecem de força legal.
Ao contrário dessas declarações, um Pacto Global seria um tratado multilateral dotado de força jurídica que consagraria os direitos ambientais fundamentais, bem como os princípios que norteiam a ação ambiental. Seguindo o impulso criado pela adoção em 2015 da Agenda 2030 das Nações Unidas (Objetivos de Desenvolvimento Sustentável) e do Acordo de Paris, um Pacto Global irá mais adiante, já que, a diferença das convenções setoriais, que voltam-se a um tema em particular (o clima para o Acordo de Paris, biodiversidade, contaminação, etc) se aplicaria de maneira transversal a todas as políticas ambientais. Com o objetivo de se tornar a pedra angular do direito ambiental internacional, o Pacto se diferenciaria dos acordos setoriais, complementando-os ao mesmo tempo. Graças à sua natureza universal, aplicar-se-ia a todos os Estados, sem restrição geográfica. Assim, se adotado, o Pacto seria o primeiro tratado ambiental internacional de natureza global.
O Pacto também significaria reconhecer a terceira geração de direitos fundamentais, os direitos relacionados à proteção do meio ambiente. Completaria assim a construção jurídica das normas fundamentais, que inclui, até agora, os dois Pactos Internacionais de 1966, um sobre direitos civis e políticos, e outro sobre direitos econômicos, sociais e culturais.
Ao consolidar e harmonizar os princípios gerais do direito ambiental em nível global, o Pacto fortaleceria o marco legal internacional. Através da sua assinatura e ratificação, o legislador deve, em cada um dos Estados Partes, adaptar a legislação aos princípios do Pacto e adotar novas leis ambientais para aplicar os princípios do Pacto. Além disso, o Poder Judiciário pode utilizar o Pacto como fonte de inspiração para sua jurisprudência no exercício de seu poder jurisdicional.

## Origens
O projeto do Pacto Global para o Meio Ambiente foi proposto em 2017 por uma rede internacional de uma centena de especialistas em direito ambiental internacional, composta por professores, juízes e advogados de mais de 40 países ao redor do mundo, e que foi formalizado dentro do " Grupo de Especialistas para o Pacto" (GEP). O GEP é presidido por Laurent Fabius, presidente do Conselho Constitucional da França e ex-presidente da COP 21, e é liderado por seu secretário-geral, Yann Aguila, advogado do Colégio de Advogados de Paris e presidente da Comissão de Meio Ambiente do Clube de Juristas.
Membros notáveis do IGEP incluem: Antonio Herman Benjamin, Juiz do Superior Tribunal de Justiça do Brasil, Bruce Ackerman, Sterling, Professor de Direito e Ciência Política, Universidade de Yale, Laurence Boisson de Chazournes, Professora da Universidade de Genebra, David Boyd, Professor Faculdade de Direito da Universidade da Colúmbia Britânica, Relator Especial das Nações Unidas sobre Direitos Humanos e Meio Ambiente, Lord Robert Carnwath, Juiz da Suprema Corte do Reino Unido, Parvez Hassan, Advogado da Suprema Corte do Paquistão, Marie Jacobsson, ex-membro da Comissão de Direito Internacional das Nações Unidas de 2007 a 2016 e Relator Especial, Donald Kaniaru, ex-Diretor de Implementação Ambiental do PNUMA, Swatanter Kumar, ex-Juiz da Suprema Corte da Índia, ex-Presidente do Tribunal Nacional Verde da Índia, Luc Lavrysen, Juiz da Tribunal Constitucional da Bélgica, Pilar Moraga Sariego, Professora do Centro de Direito Ambiental da Faculdade de Direito cho, Universidade do Chile, Tianbao Quin, professor da Universidade de Wuhan, secretário geral da Sociedade Chinesa de Direito Ambiental e Recursos Naturais, Nicholas Robinson, professor da Pace University em Nova York, Jorge E. Vinuales, professor da Universidade de Cambridge e Margaret Young, Professora Associada da Faculdade de Direito da Universidade de Melbourne. A lista completa de membros da rede está disponível no site do Pacto. 
No entanto, a ideia de um Pacto Global pelo Meio Ambiente não é nova. Por mais de trinta anos, a comunidade jurídica internacional vem pedindo aos Estados que adotem um texto que codifique os princípios ambientais gerais. Desde 1987, o Relatório Brundtland mencionava uma lista de "princípios legais para a proteção do meio ambiente e desenvolvimento sustentável".   Por sua vez, a União Internacional para a Conservação da Natureza (IUCN) propôs, em 1995, um Pacto Internacional sobre Meio Ambiente e Desenvolvimento. Em 2015, a adoção do referido tratado internacional também esteve entre as propostas da Comissão de Meio Ambiente do Clube de Juristas, em seu relatório “Fortalecendo a efetividade do direito internacional ambiental”.

## Conteúdo
Como indica o relatório de apresentação do projeto do Pacto 2017, o primeiro texto escrito pelos especialistas não deve ser entendido como um texto definitivo, mas como uma contribuição da sociedade civil internacional para a reflexão dos Estados. Sendo um projeto de tratado, serão os representantes dos Estados que, em última instância, terão que negociar o texto final do Pacto Global pelo Meio Ambiente.
A minuta do Pacto elaborada em 2017 pelos especialistas do GEP está estruturada em torno de um Preâmbulo e vinte princípios, complementados por seis. Baseia-se em dois princípios essenciais que constituem um direito e um dever: o direito ao meio ambiente sadio e o dever de cuidar do meio ambiente.
O projeto inclui essencialmente uma série de princípios amplamente acordados e consolidados, tanto substantivos (deveres de prevenção e reparação de danos ao meio ambiente, princípio da precaução, princípio da integração dos objetivos de desenvolvimento sustentável nas políticas públicas), quanto processuais-procedimentais (direito à informação, princípio de participação pública na tomada de decisões ambientais, direito de acesso à justiça ambiental).  Ademais, a minuta do Pacto propõe algumas inovações legais, como o reconhecimento oficial do papel da sociedade civil para a proteção do meio ambiente ou a princípio da não regressão (ou vedação do regresso), cujo objetivo é evitar que a legislação ambiental retroceda.
Por fim, o texto também oferece mecanismos para controlar o cumprimento do conteúdo do Pacto, a fim de garantir sua eficácia. A Comissão de Acompanhamento do Pacto constituirá um fórum de intercâmbio de experiências entre os Estados e formulará recomendações úteis para todos, à luz das melhores práticas nacionais.

## Onde Estamos?
A minuta do Pacto foi apresentada pela primeira vez em Paris em 24 de junho de 2017, como parte de um evento internacional organizado pelo Clube de Juristas no Grande Anfiteatro da Sorbonne na presença de muitas personalidades dedicadas à proteção do planeta, tais como Laurent Fabius, Ban Ki-Moon, Arnold Schwarzenegger, Mary Robinson, Anne Hidalgo, Laurence Tubiana, Manuel Pulgar-Vidal e Nicolas Hulot.  
Em 19 de setembro de 2017, o Presidente da República Francesa, Emmanuel Macron, apresentou o projeto de Pacto nas Nações Unidas por ocasião de uma cúpula mundial que reuniu muitos chefes de Estado e de governo, por ocasião da realização da 72ª sessão da Assembleia Geral das Nações Unidas em Nova Iorque. Na ocasião, o Secretário-Geral, António Guterres, o Presidente da Assembleia Geral das Nações Unidas, Miroslav Lajčák, e o Diretor Executivo da ONU Meio Ambiente (Programa das Nações Unidas para o Meio Ambiente), Erik Solheim, manifestaram seu apoio ao projeto.
Em 10 de maio de 2018, a Assembleia Geral das Nações Unidas adotou a resolução "Rumo a um Pacto Global pelo Meio Ambiente". Este texto abre caminho para a negociação de tal Pacto e organiza as modalidades de análise deste projeto por parte das autoridades das Nações Unidas, oferecendo, em particular:
- A apresentação antes do final de 2018 de um relatório do secretário-geral da ONU, Antonio Guterres, à Assembleia Geral, identificando possíveis lacunas no direito ambiental internacional;
- A criação de um grupo de trabalho aberto, no qual todos os Estados membros possam participar, para revisar o relatório e discutir a necessidade de preparar um projeto de um novo tratado internacional.[21]

De 5 a 7 de setembro de 2018, o grupo de trabalho realizou uma primeira reunião organizacional em Nova York, definindo o cronograma para suas próximas três sessões de negociação, a serem realizadas em Nairóbi em janeiro, março e maio de 2019. O grupo foi presidido por dois co- presidentes, nomeados pelo presidente da Assembleia Geral da ONU, Miroslav Lajčák. Foram eles Francisco António Duarte Lopes, Representante Permanente de Portugal, e Amal Mudallali, Representante Permanente do Líbano.
Em dezembro de 2018, o secretário-geral da ONU publicou seu relatório sobre o Pacto Global pelo Meio Ambiente. Intitulado "Lacunas no direito e instrumentos ambientais internacionais: rumo a um Pacto Global pelo Meio Ambiente", o relatório destaca que o direito ambiental internacional e sua aplicação efetiva podem ser fortalecidos com um instrumento internacional abrangente e unificador que reúna todos os princípios do direito ambiental. Este instrumento "poderia melhorar a harmonização, a previsibilidade e a segurança jurídica.
Em junho de 2019, ao final dos trabalhos do grupo de trabalho em Nairóbi, o grupo de trabalho dos Estados finalmente adotou algumas recomendações que representavam um claro retrocesso em relação às propostas iniciais dos co-presidentes. Optou-se por uma simples "Declaração Política", a ser adotada em 2022, por ocasião do cinquentenário da Conferência de Estocolmo. Estas recomendações representam um retrocesso em relação à ambição inicial de um tratado internacional juridicamente vinculativo que consagre os princípios gerais do direito ambiental.
Em 30 de agosto de 2019, a Assembleia Geral da ONU adotou a resolução 73/333. Este último "toma nota com apreço o trabalho do Grupo de Trabalho" e "endossa todas as suas recomendações", que estão anexas à resolução. Transmite estas recomendações à Assembleia das Nações Unidas para o Meio Ambiente, para que “examine e elabore, em seu quinto período de sessões, em fevereiro de 2021, uma declaração política com a finalidade de celebrar uma reunião de alto nível das Nações Unidas, sujeita a contribuições voluntárias, no contexto da comemoração do estabelecimento do Programa das Nações Unidas para o Meio Ambiente pela Conferência das Nações Unidas sobre o Meio Ambiente Humano, realizado em Estocolmo de 5 a 16 de junho de 1972".
Em 8 de maio de 2020, o Presidente da Assembleia das Nações Unidas para o Meio Ambiente e o Presidente do Escritório de Representantes Permanentes nomearam dois co-facilitadores para liderar o processo de negociação. Os co-facilitadores são Saqlain Syedah do Paquistão e Ado Lohmus da Estônia. Os co-facilitadores estão realizando consultas informais com os Estados em preparação para a quinta sessão da Assembleia das Nações Unidas para o Meio Ambiente em fevereiro de 2021. Eles têm a tarefa de realizar esse processo e supervisionar a condução de três reuniões consultivas. A primeira reunião foi realizada em junho de 2020. A segunda reunião foi realizada em novembro de 2021. A consulta final antes da adoção da declaração política será realizada em fevereiro de 2022.

## O Direito ao Meio Ambiente Sadio
Como resultado do projeto do Pacto Global pelo Meio Ambiente, está surgindo um movimento pelo reconhecimento internacional do direito ao meio ambiente sadio. Desde setembro de 2020, um pequeno grupo de estados (Costa Rica, Marrocos, Eslovênia, Suíça e Maldivas) iniciou as discussões para que o Conselho de Direitos Humanos das Nações Unidas reconheça esse direito.
Em 8 de outubro de 2021, o Conselho de Direitos Humanos adotou a resolução 48/13 por 43 votos a favor, nenhum contra e 4 abstenções (China, Índia, Japão e Rússia). Esta resolução reconhece pela primeira vez a nível internacional o direito a um ambiente saudável como um direito humano. Este é o resultado de uma campanha internacional de mais de mil ONGs e quinze agências da ONU.
Esta resolução também convida a Assembleia Geral da ONU em Nova York a considerar o assunto. Assim, pode ser que a Assembleia Geral se pronuncie sobre a adoção de uma resolução semelhante. Esse reconhecimento daria ao direito a um meio ambiente saudável maior peso no cenário internacional.
Essas resoluções podem abrir caminho para a eventual adoção de uma convenção internacional sobre o direito ao meio ambiente sadio. Segundo o Relator Especial da ONU para Direitos Humanos e Meio Ambiente, professor David Boyd, o referido tratado seria uma extensão do projeto do Pacto Global pelo Meio Ambiente.

## Referência
1. 1 2 3  Projeto Preliminar do Grupo Peritos. «Anterprojeto Pacto Mundial Pelo Meio Ambiente» (PDF)
2. ↑  Global Pact for the Environment.
3. ↑  Resolução A/72/L, undocs.org.
4. ↑  «Second informal substantive consultation meeting on United Nations General Assembly resolution 73/333». UNEP. Consultado em 17 de março de 2022.
5. ↑  «Implementation of General Assembly resolution 73/333, entitled "Follow-up to the report of the ad hoc open-ended working group established pursuant to General Assembly resolution 72/277"» UN Environment Program.
6. ↑  International Group of Experts for the Pact (2017). White Paper. France: Le Club des Juristes. «Vers un Pacte Mondial pour l'Environnement» (PDF).
7. ↑   Aguila, Yann; Viñuales, Jorge E. «A Global Pact for the Environment - Legal Foundations» (PDF) Cambridge Centre for Environment, Energy and Natural Resource Governance (2019).
8. ↑  «Membres du Groupe International des Experts pour le Pacte». Pacte Mondial pour l'Environnement.
9. ↑  «100 Jurists Call for action for the adoption of a Global Pact for the Environment». Le Club des Juristes «Appel de 100 juristes pour l'adoption d'un Pacte mondial pour l'environnement».
10. ↑  International Union for Conservation of Nature (IUCN). «Draft International Covenant on Environment and Development. Fifth Edition: Updated Text. Sustainable Development Knowledge Platform». «Draft International Covenant on Environment and Development» (PDF).
11. ↑   United Nations World Commission on Environment and Development. Brundtland Report.
12. ↑  International Union for Conservation of Nature (IUCN). «Draft International Covenant on Environment and Development. Fifth Edition: Updated Text. Sustainable Development Knowledge Platform». «Draft International Covenant on Environment and Development» (PDF)
13. ↑   «Report - Increasing the Effectiveness of International Environmental Law - Duties of States, rights of individuals» , Le Club des Juristes.
14. ↑  International Institute for Sustainable Development (IISD), SDG Knowledge Hub, «Report Examines Legal Foundations of a Global Pact for the Environment»(en EN).
15. ↑  Ministère de l'Europe et des Affaires Etrangères. «Environment - The Goal of the Global Pact for the Environment (05.09.17)». France Diplomacy - Ministry for Europe and Foreign Affairs
16. ↑   «ASIL», "A Global Pact for the Environment".
17. ↑  «Global green pact supporters launch Paris campaign», News24.
18. ↑  Vidalon, Dominique (24/06/2017) «France's Macron to back push for global environment rights pact».
19. ↑  «Bid for environmental rights pact to kick off in Paris», phys.org.
20. ↑   «French initiative to create global environment pact deserves support, says Secretary-General». UN News (19/09/2017).
21. 1 2  International Institute for Sustainable Development (IISD), SDG Knowledge Hub, «UNGA Adopts Resolution on Global Environment Pact»(en EN).
22. ↑   «"Towards a Global Pact for the Environment" — Successful outcome at the Organizational Session of the Ad Hoc Open-Ended Working Group in New York, 5-7 September 2018, by Victor Tafur», IUCN
23. ↑   «Letter of the President of the General Assembly to the Permanent Representatives» (PDF). 14 August 2018.
24. ↑  International Institute for Sustainable Development (IISD), SDG Knowledge Hub. «Portugal, Lebanon to Lead Open-ended Group on Environment Pact».
25. ↑   «Lagunas en el derecho internacional del medio ambiente y los instrumentos relacionados con el medio ambiente: hacia un pacto mundial por el medio ambiente» (PDF), Secretário-geral das Nações Unidas.
26. ↑   Lucien Chabason, Elisabeth Hege, «Failure of the Global Pact for the Environment: a missed opportunity or a bullet dodged?». IDDRI
27. ↑   «A/RES/73/333» (PDF). undocs.org.
28. ↑   «Implementation of General Assembly resolution 73/333, entitled "Follow-up to the report of the ad hoc open-ended working group established pursuant to General Assembly resolution 72/277"». Environment Assembly.
29. ↑   «The Right to a Healthy Environment». IUCN
30. ↑   «Access to a healthy environment, declared a human right by UN rights council». UN News.
31. ↑   «Acesso ao meio ambiente saudável é declarado um direito humano». UN News
32. ↑   David Boyd(3/05/2021). «The Human Right to a Healthy Environment: Protecting Life on Earth».Pathway to the 2022 Declaration . www.pathway2022declaration.org.